# Stephanie Sandler
Stephanie Holly Sandler, née le 9 octobre 1987 au Cap, est une gymnaste rythmique sud-africaine.

## Carrière
Stephanie Sandler est médaillée d'or au concours général aux Championnats d'Afrique de gymnastique rythmique 2004 à Thiès.
Elle est médaillée d'argent au concours général aux Championnats d'Afrique de gymnastique rythmique 2009 au Caire et médaillée d'or au ruban aux Championnats d'Afrique de gymnastique rythmique 2010 à Walvis Bay.